# Preparirani klavir
Preparirani klavir je običajen klavir, na čigar strune položil različne predmete (koščke papirja, kovine, vijake, les..) in tako iz instrumenta izvabil nove zvoke. 

## Primeri
- John Cage – Sonatas og Interludes (1946–1948)
- Velvet Underground – All Tomorrow's Parties (1967)
- Alfred Schnittke – Concerto Grosso 1 (1976–1977)
- Arvo Pärt – Tabula Rasa (1977)
- Tori Amos – Bells for Her (1994)
- Aphex Twin – drukqs (2001)
- Jim Dickinson - glasbena partitura za film Paris, Texas
- Anderson& Roe - A Rain of Tears - Antonio Vivaldi